# Ernst Schoen (Komponist)
Ernst Fritz Erich Schoen (* 14. April 1894 in Charlottenburg; † 10. Dezember 1960 in West-Berlin) war ein deutscher Musikschriftsteller, Rundfunkpionier, Komponist und Übersetzer.

## Leben
Ernst Schoen wuchs in einer bürgerlichen Berliner Familie auf. Früh erhielt er eine Klavierausbildung, u. a. bei Ferruccio Busoni, und bekam Unterricht in Komposition bei Edgar Varèse, der ihm die Grundlagen der Harmonielehre beibrachte. Beeinflusst von Busonis Thesen zur Neuen Ästhetik der Tonkunst interessierte er sich stark für das Medium Rundfunk. Schoen wurde dann erster Programmassistent beim Südwestdeutschen Rundfunkdienst AG (SÜWRAG), der ersten Rundfunkanstalt in Frankfurt am Main, die 1924 ihren Betrieb aufnahm und von Hans Flesch geleitet wurde. Schoen komponierte 1924 elektronische Musik für Hans Fleschs Hörspiel Zauberei auf dem Sender; 1929 wurde er dessen Nachfolger bei Radio Frankfurt.
Seinem Jugendfreund Walter Benjamin, mit dem er in Briefwechsel stand, sicherte Schoen mit Auftragsarbeiten das Überleben. Bereits 1925, nachdem Benjamin mit seiner Habilitation gescheitert war, hatte Schoen ihm angeboten, für die Programmzeitung des Senders zu arbeiten, doch Benjamin hatte andere Pläne. Später verschaffte er Benjamin die Möglichkeit, das Hörspiel Radau um Kasperl (1932) zu realisieren, zu dem Schoen die Musik schrieb. Des Weiteren förderte er im Frankfurter Sender die musikalisch-literarische Avantgarde, indem er mit Bertolt Brecht, Hanns Eisler und Anton von Webern neue Formen von Literatur- und Musikprogrammen erprobte.
Die Nationalsozialisten entließen ihn 1933, weil er „jüdische und sozialistische Kollegen“ protegiert hatte, zudem galt er als „Halbjude“. Nach zweimaliger Schutzhaft emigrierte Schoen nach London und versuchte dort, seinen Beruf bei der BBC fortzuführen. Das gelang, nachdem die BBC 1938 ihren German Service auszustrahlen begonnen hatte. Schoen verarbeitete in Essays und Lyrik den Exil-Alltag.
1947 unternahm Ernst Schoen im Auftrag der BBC eine zweieinhalbwöchige Reise durch Deutschland. Im Auftrag der BBC sollte er erkunden, wie es zwei Jahre nach Kriegsende um den Rundfunk, die Buchverlage und die kulturellen und literarischen Zeitschriften im besetzten Deutschland stand.
1952 kehrte Ernst Schoen nach Deutschland zurück und wohnte in West-Berlin. Ab 1953 leitete er das Archiv beim Deutschen Theater in Ost-Berlin. Von 1957 bis 1959 war er Theaterwissenschaftlicher Lektor und Übersetzer beim Henschel-Verlag, Ost-Berlin. Im Dezember 1960 starb Ernst Schoen im Martin-Luther-Krankenhaus in Berlin-Schmargendorf, unbemerkt von der Öffentlichkeit und vom Rundfunk.
Über Ernst Schoen und seine Bedeutung für Benjamin schrieb Theodor W. Adorno 1966: „Die unbeschreibliche Vornehmheit und Sensibilität Schoens muß ihn bis ins Innerste betroffen haben […]“.

## Nachlass
Den Nachlass Ernst Schoens bewahrt das Bundesarchiv.

## Schriften

### Übersetzungen
- Alain-Fournier: Jugendbildnis. Briefe. Auswahl und Übersetzung von Ernst Schoen. Suhrkamp, Berlin und Frankfurt am Main 1954.
- Eduardo De Filippo: Lügen haben lange Beine. Henschelverlag, Berlin 1956 (unverkäufliches Bühnenmanuskript), DNB 573942102
- Die Legende vom Monte del Diablo[11]

### Schriftstellerische Arbeiten
- Jazz und Kunstmusik. In: Melos, Jg. 6 (1927), S. 512–519 (Digitalisat).
- Broadcast Opera in Germany. In: BBC Year Book 1934, S. 67–71.
- Thomas Mann sprach in London. In: Aufbau. Kulturpolitische Monatsschrift, Jg. 3 (1947), Heft 11.
- Tagebuch einer Deutschlandreise 1947. Aufzeichnungen eines Emigranten. Herausgegeben und mit einer biografischen Notiz von Sabine Schiller-Lerg und Wolfgang Stenke. Verlag Klaus Wagenbach, Berlin 2023, ISBN 978-3-8031-2858-4.
- Hans Werdmann (Pseudonym von Ernst Schoen): Londoner Elegien, Weimar 1950